# 大久保正信
大久保 正信（おおくぼ まさのぶ、1922年2月6日 - 1987年3月31日）は、日本の陸軍少尉、男性俳優、声優。山形県出身。劇団文化座、プロダクション エム・スリーに所属していた。

## 来歴・人物
山形県鶴岡市昭和町出身。山形県立鶴岡南高等学校、國學院大學卒業。
かつては東宝の大部屋俳優で、『七人の侍』などに出演。その後は俳優や声優として数多くの作品に出演した。
NHK連続テレビ小説『おしん』では、山形県出身であることを活かし山形弁の方言指導を担当。自身も松造役で出演した。
姉の大久保イチは鶴岡市立黄金小学校（青龍寺尋常高等小学校）教諭で、藤沢周平を1〜2年生時に担任した。息子は、ラジオ番組の構成作家である大久保太郎。

## 出演作品

### テレビドラマ
- コメットさん（1967年 - 1968年、TBS）
- NHK大河ドラマ
  - 竜馬がゆく（1968年） - 真木和泉
  - 国盗り物語（1973年） - 榊原康政
  - おんな太閤記（1981年）
  - 徳川家康（1983年） - 長宗我部盛親
- 明智小五郎 吸血鬼（1970年、テレビ東京）
- 鬼平犯科帳 第59話「おっ母ァ、すまねえ」（1970年、NET / 東宝） - 丸亀屋主人
- 鬼平犯科帳 (丹波哲郎)（1975年、NET）
- 伝七捕物帳 第97話「逆転歓喜の盃」（1976、NTV） - 大目付
- 別れて生きる時も（1978年、TBS）
- 白い巨塔（1978年、フジテレビ）
- 松本清張シリーズ 天城越え（1978年、NHK土曜ドラマ） - 巡査
- そば屋梅吉捕物帳 第18話「地蔵も泣いた風車」（1980年、12ch / 国際放映） - 辰巳屋辰三
- 御宿かわせみ 第1シリーズ 第20話（1981年、NHK）
- 熱中時代 教師編第2シリーズ 第33話「雪国の熱中先生」（1981年、日本テレビ） - 時沢小学校・校長
- 新・事件 わが歌は花いちもんめ（1981年、NHK）
- 松本清張の時間の習俗（1982年、TBS）
- おしん（1983年 - 1984年、NHK連続テレビ小説） - 松造、方言指導
- ニュードキュメンタリードラマ昭和 松本清張事件にせまる 第3回「焼跡のクリスマス 戦後を駆けぬけた男」（1984年、テレビ朝日）

### 映画
- 七人の侍（1954年） - 屋根の野武士
- 宮本武蔵（1954年） - 役人頭
- 飢餓海峡（1965年） - 漁師・辰次
- 赤ひげ（1965年） - 長次の父
- 首（1968年） - 東大雇員中原
- 地獄変（1969年） - 使者
- 恍惚の人（1973年） - 火葬場の係員
- 日本沈没（1973年） - 老人
- 海峡（1982年） - 下宿の老人
- 天国の駅 HEAVEN STATION（1984年） - 老医師

### テレビアニメ
1975年
- タイムボカン（十兵衛、竜王、おじいさん）

1977年
- 家なき子
- 風船少女テンプルちゃん（子分）
- ヤッターマン（村長、スカット）

1978年
- 女王陛下のプティアンジェ（アーノルド）
- ルパン三世 (TV第2シリーズ)（1978年 - 1980年、マッド博士[要出典]）

1979年
- 円卓の騎士物語 燃えろアーサー（大司教）
- ザ☆ウルトラマン（男、館長）
- ゼンダマン（サンドロ）
- 花の子ルンルン

1980年
- 宇宙戦士バルディオス（老人）
- 宇宙戦艦ヤマトIII（山上老人）
- 銀河鉄道999（長老）
- タイムパトロール隊オタスケマン（ロダン）

1981年
- 一休さん（外観和尚〈代役〉）
- 釣りキチ三平（三平一平〈代役〉 他）

1982年
- 手塚治虫のドン・ドラキュラ（半漁人リーダー）

1983年
- 超時空世紀オーガス（長老）

1984年
- キャッツ・アイ
- 巨神ゴーグ（ホツ・マツア[10]）
- 牧場の少女カトリ（ラスキ〈老人〉）
- 北斗の拳（オウガイ）

### 劇場アニメ
1984年
- おしん（松造）

1986年
- アリオン（ゼウス[11]）

### 吹き替え

#### 映画
- アウトランド
- アリゲーター（スレイド〈ディーン・ジャガー〉）※テレビ朝日版
- アルカトラズからの脱出（ジョンソン）※テレビ朝日版
- 怒りの葡萄（ケーシー〈ジョン・キャラダイン〉）
- SF人喰い生物の島（ロロ〈ジョー・シルヴァー〉）
- オルカ（ノヴァック〈キーナン・ウィン〉）※TBS版
- 騎兵隊（司令官、ヘンリー・グッドボディ保安官）※TBS新録版
- 黒い弾丸/オーエンス物語[12]（マーティ・フォーキンス〈ノーマン・フェル〉）
- 決闘の町（マーチン〈ジェームス・ストーン〉）
- 唇からナイフ（タラント〈ハリー・アンドリュース〉）
- 候補者ビル・マッケイ（ジョン・J・マッケイ〈メルヴィン・ダグラス〉）
- コナン・ザ・グレート（コナンの父〈ウィリアム・スミス〉）※日本テレビ版
- サイレント・パートナー（フランク〈ショーン・サリヴァン〉）
- ザ・デイ・アフター
- 砂漠のライオン（ガリアーニ〈ジョン・ギールグッド〉）
- 十二人の怒れる男（陪審員11番）※日本テレビ版
- ジョーズ ※日本テレビ版
- スーパーマン（最長老〈トレヴァー・ハワード〉）※テレビ朝日旧録版
- スーパーマンII ※テレビ朝日旧録版
- スティング（カーリー・ジャクソン）※日本テレビ版
- スパルタカス ※フジテレビ版
- センチネル（チャールズ・チェイゾン〈バージェス・メレディス〉）
- ダイヤモンドの犬たち（ネルソン）
- 脱走山脈（スターン園長）※TBS版
- タワーリング・インフェルノ（ロバート・ラムジー市長）※日本テレビ版
- ダンス・フィーバー
- 地球の頂上の島（執事）※TBS版
- チャトズ・ランド（ジョシュ・エヴェレット〈ジェームズ・ホイットモア〉）
- 天使の自立（アントニオ・グラネリ〈ジョセフ・ワイズマン〉）
- 飛べ!フェニックス（レノー医師〈クリスチャン・マルカン〉）※フジテレビ版
- トム・ホーン（スコット判事）
- ニューヨーク・ポリスストーリー/あの犬どもの背中を狙え（署長）
- ビッグ・アメリカン（ネッド・バンドライン〈バート・ランカスター〉）
- ベスト・キッド2（ミヤギの父）※ソフト版
- ボーダー（レッド〈ウォーレン・オーツ〉）
- ホワイト・バッファロー（チャーリー・ゼーン / ワーム〈ジャック・ウォーデン〉）
- 猛獣大脱走
- 夜の大捜査線（エリック・エンディコット〈ラリー・ゲイツ〉）※TBS新録版
- ライアンの娘（コリンズ神父〈トレヴァー・ハワード〉）
- リスボン特急（モラン）
- ロサンゼルス（ニューヨーク警視総監）※日本テレビ版
- ロッキー（ジャーゲンス）
- ワーロック ※テレビ朝日版
- 惑星アドベンチャー スペース・モンスター襲来!（フィールディング大佐）※劇場公開版

#### ドラマ
- アメリカン・ヒーロー
- シャーロック・ホームズの冒険 海軍条約事件（ホルド・ハースト卿）
- 逃亡者 #101（トニー・ドノヴァン〈ディーン・ジャガー〉）
- ナイトライダー
  - パイロット版（ウィルトン・ナイト〈リチャード・ベイスハート〉）
  - シーズン2 #19（アーチボルド・ヘンリー〈ジョージ・マードック〉）
- ハイ・シャパラル
- フェーム/青春の旅立ち（ベンジャミン・ショロフスキー）

### その他
- 世界まるごとHOWマッチ（TBS） - 声の出演